# سرير 1 (طائرة بدون طيار)
سرير 1 هي طائرة إيرانية بدون طيار عسكرية وغير عسكرية. والتي يمكن تسليحها بصواريخ مضادة للجو كما وانها قادرة على حمل كاميرات والتصوير بها. وتم الإعلان الرسمي عن طائرة سرير بدون طيار سنة 2013م. وتحتل صناعة الطائرات المسيرة مساحة هامة من قطاع تطوير الصناعات العسكرية في المنطقة والعالم في الوقت الراهن، فَتَعَدُد مهامها زاد من أهمية امتلاكها واستخدامها. ولا تتوانى جمهورية إيران عن إنتاج طائرات بدون طيار لأهميتها الإستراتيجية لأمنها القومي بالذات. لكن الأمور لم تتوقف عند الحدود الإيرانية، بل تعدتها لتصل مُسيّراتها إلى اليمن وسوريا والعراق ولحزب الله في لبنان، وهو ما يعني التأثير على دور طهران الإقليمي. وتُتعبَر جمهورية إيران من البلدان الرائدة في صناعة الطائرات بدون طيار منذ زمن، وحققت تقدماً كبيراً في صناعة وتصميم وتطوير تلك الطائرات منذ حرب الخليج الأولى وحتى يومنا هذا.

## خصائص الطائرة
من أهم الخصائص التي تتمتع بها طائرة سرير بدون طيار هي التخفي عن الرادارات فضلاً عن أنها مضادة للأشعة، وذات كفاءة عالية وقادرة على حمل الأسلحة. بالإضافة إلى ذلك فإن طائرة سرير-1 المسيرة لها القدرة على تغيير إتجاه تحليقها، والتحليق بالإتجاه المعاكس، بمعنى عندما تكون تسير نحو جهة الغرب، تستطيع أن تتجه نحو الشرق باستخدامها محركاً آخراً وذلك بحسب ما أكده قائد مقر خاتم الأنبياء للدفاع الجوي فرزاد إسماعيلي. وأوضح إسماعيلي أن السرعة والقدرة على التخفي والتمويه من خصائص طائرة سرير من دون طيار، مضيفاً أن هذه الطائرة تتمتع بطاقة كبيرة في كشف الأهداف وتصوير المواقع المنشودة. ووصف إسماعيلي، طائرة سرير من دون طيار بأنها مناسبة لتنفيذ جميع المهام، مشيراً إلى أن منظومتها الصاروخية، صُمِمَت في مقر خاتم الأنبياء للدفاع الجوي، بيد المتخصصين الداخليين الإيرانيين، وأن هذه الصواريخ تمكَّن طائرة سرير من دون طيار، من إستهداف مختلف الأهداف بما فيها طائرات من دون طيار مهاجمة.

## الإعلان الرسمي
تم الإعلان بصورة رسمية عن طائرة سرير بدون طيار سنة 2013م وذلك خلال الإستعراض العسكري للجيش الإيراني في ذكرى تأسيسه. وقال فرزاد إسماعيلي، ان هذه الطائرة التي ازيح الستار عنها خلال الإستعراض العسكري لجيش الجمهورية الإسلامية بذكرى تأسيسه هي مضادة لأشعة الرادارات ولايمكن رصدها وقادرة على التحليق لمسافات طويلة وأنها ذات كفائة عالية. وتابع أن طائرة سرير قادرة على حمل كاميرات وصواريخ مضادة للجو وقد تم إنتاج واستخدام عشرات الطائرات من هذا النوع.

## معلومات سريعة
| الأسم         | سرير 1                             |
| النوع         | طائرة بدون طيار                    |
| الجهة المُصَّنعَة | وزارة الدفاع وإسناد القوات المسلحة |
| الجهة المُصمِمَة | مقر خاتم الأنبياء للدفاع الجوي     |
| البلد المُصَّنع  | إيران                              |
| التسليح       | صواريخ مضادة للجو                  |
| خصائص         | لايمكن للرادار كشفها               |